# Clan Go-Hōjō
El Clan Go-Hōjō (後北条氏 Go-Hōjō-shi?) fue uno los clanes más poderosos en Japón durante el período Sengoku. El clan comenzó cuando Ise Shinkuro comenzó a conquistar tierras y acrecentar su poder al comienzo del siglo XVI.
Después su hijo quiso que su dinastía tuviera un nombre más ilustre y escogió Hōjō, luego de la línea de regentes del Shogunato de Kamakura. Por lo tanto él cambió su nombre a Hōjō Ujitsuna y, póstumamente, aquel de su padre a Hōjō Soun.
El clan Go-Hōjō, a veces conocido como el Odawara Hōjō debido a que su hogar era el castillo de Odawara en la Provincia de Sagami, no está relacionada con el clan Hōjō original. Su poder rivalizaba al clan Tokugawa, pero finalmente Toyotomi Hideyoshi erradicó el poder de los Hōjō con el Sitio de Odawara de 1590, exiliando a Hōjō Ujinao y su esposa Toku-hime (una hija de Tokugawa Ieyasu) al Monte Kōya, donde Ujinao murió en 1591.

## Líderes del clan
- Hōjō Soun (1432 - 1519).
- Hōjō Ujitsuna (1487 - 1541), hijo de Soun.
- Hōjō Ujiyasu (1515 - 1571), hijo de Ujitsuna.
- Hōjō Ujimasa (1538 - 1590), hijo de Ujiyasu.
- Hōjō Ujinao (1562 - 1591), hijo de Ujimasa.

- Datos: Q431928
- Multimedia: Late Hōjō clan / Q431928